# Jardins du Fleuriste du Stuyvenberg
Les Jardins du Fleuriste du Stuyvenberg (en néerlandais : Tuinen van de Bloemist van Stuyvenberg) est un jardin public à vocation didactique et démonstrative situé à Bruxelles.

## Historique
C'est une propriété de la donation royale et le gestionnaire est actuellement Bruxelles Environnement-IBGE.
Les jardins ont été créés au XIXe siècle par le roi Léopold II de Belgique en rachetant les terrains qui bordaient le domaine du Stuyvenberg. Ces jardins comprenaient un verger, un parc colonial voué à la culture et l'acclimatation des plantes provenant du Congo, un jardin d'agrément dessiné par le paysagiste Élie Lainé et des serres dues à l'architecte Henri Maquet pour les fleurs d'ornement des demeures royales. Le fruitier royal deviendra le parc Sobieski.
Les travaux sont terminés en 1900. À la mort de Léopold II, en 1909, les jardins reviennent à la Donation royale qui les utilise comme pépinière des parcs et jardins de Bruxelles. En 1978, la Donation royale les cède à l'État belge.
En 1999 leur réhabilitation est décidée.
Les Jardins du Fleuriste sont voués à l’horticulture depuis le règne de Léopold II. Le jardin d’agrément, dessiné par l’architecte paysagiste Élie Lainé à la fin du XIXe siècle, occupait la terrasse supérieure en prolongation du domaine royal du Stuyvenberg et surplombait les serres construites par l’architecte Henri Maquet sur la terrasse inférieure. Les serres du Stuyvenberg existent toujours mais sont délabrées.
En 1999, Bruxelles – Environnement décide d’exploiter cet espace alors en friche pour créer un parc public à vocation didactique et de l’intégrer dans sa politique de maillage vert.  L’aménagement aux formes contemporaines qui laisse apparaître une discrète réinterprétation de la mémoire des lieux a été redessiné par le paysagiste Axel DEMONTY de l'IBGE.

## Description
Il a une superficie de 4 hectares 44 ares et a été réhabilité suivant le plan original, gardant son entourage d'arbres formant un sous-bois mais développé en une succession de jardins avec les deux bassins mais plus petits que ceux d'origine et deux belvédères.
Le site s’ouvre sur la ville par une frange boisée. Les jardins sont structurés de la lisière vers l’axe central, du plus spontané au plus horticole, avant d’accompagner le regard vers le panorama. Des mises en scène variées offrent une perception tantôt globale sur un belvédère, tantôt locale dans les atmosphères des sous jardins. 
Une volonté de développer ce projet de manière durable a permis la création d’un réseau de récupération des eaux pluviales. Une réserve d’environ 500 m3 aménagée sous les jardins alimente l’arrosage automatique et les bassins. 
Le traitement des matériaux se veut contemporain et varié. Les choix se sont orientés vers le réemplois, les bois labellisés, ainsi que le béton et le métal. 
Les prototypes de mobilier présentés sont issus de l’appel à projet « Parck Design ». Ils s’intègrent dans le paysage et répondent aux objectifs de réflexion sur les espaces verts publics. Ils ouvrent le débat sur le mobilier, la fonction, l’esthétique, l’utilisation. Bientôt, une signalétique complètera la dimension didactique de ce projet.

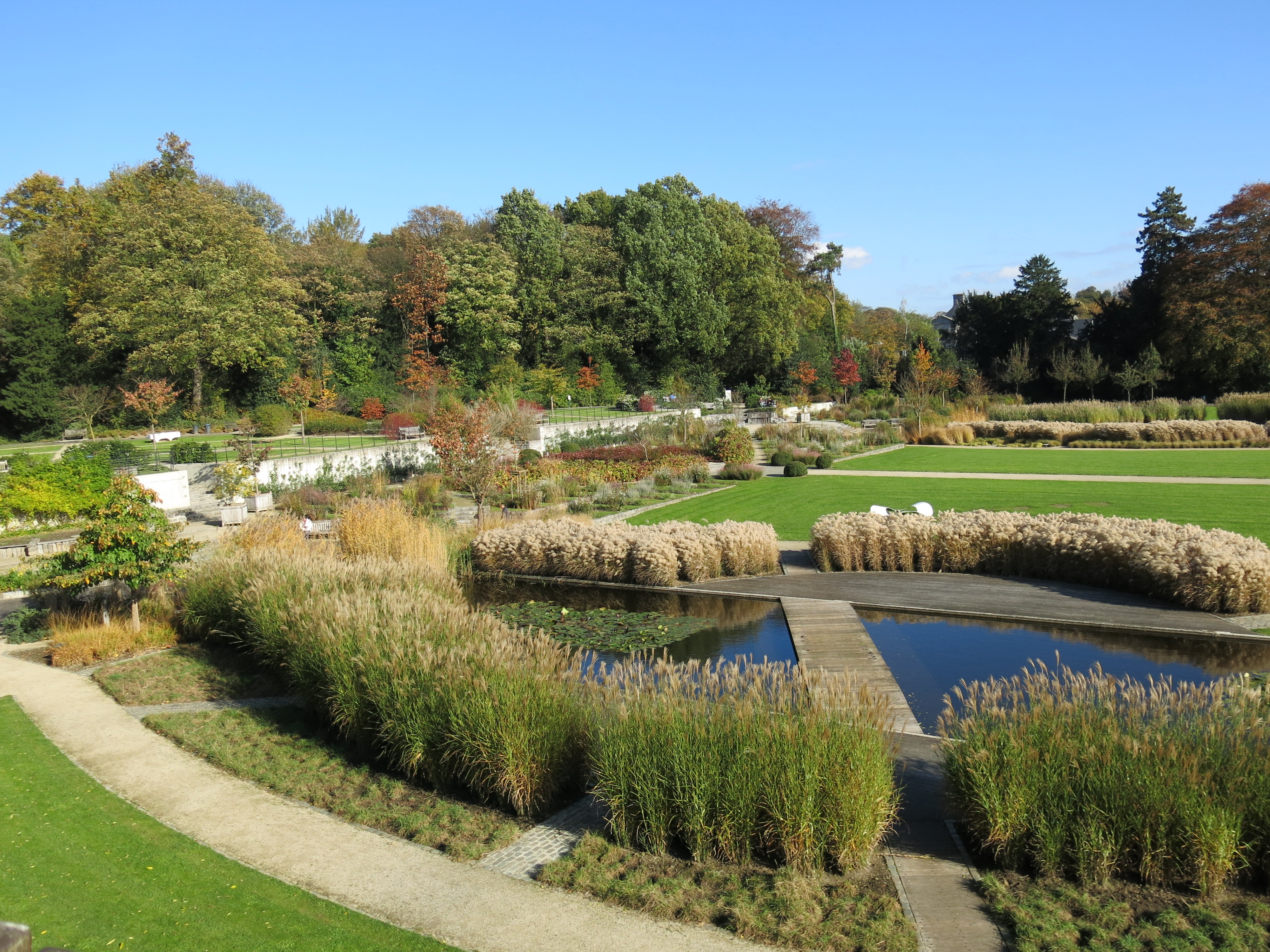
Les bassins
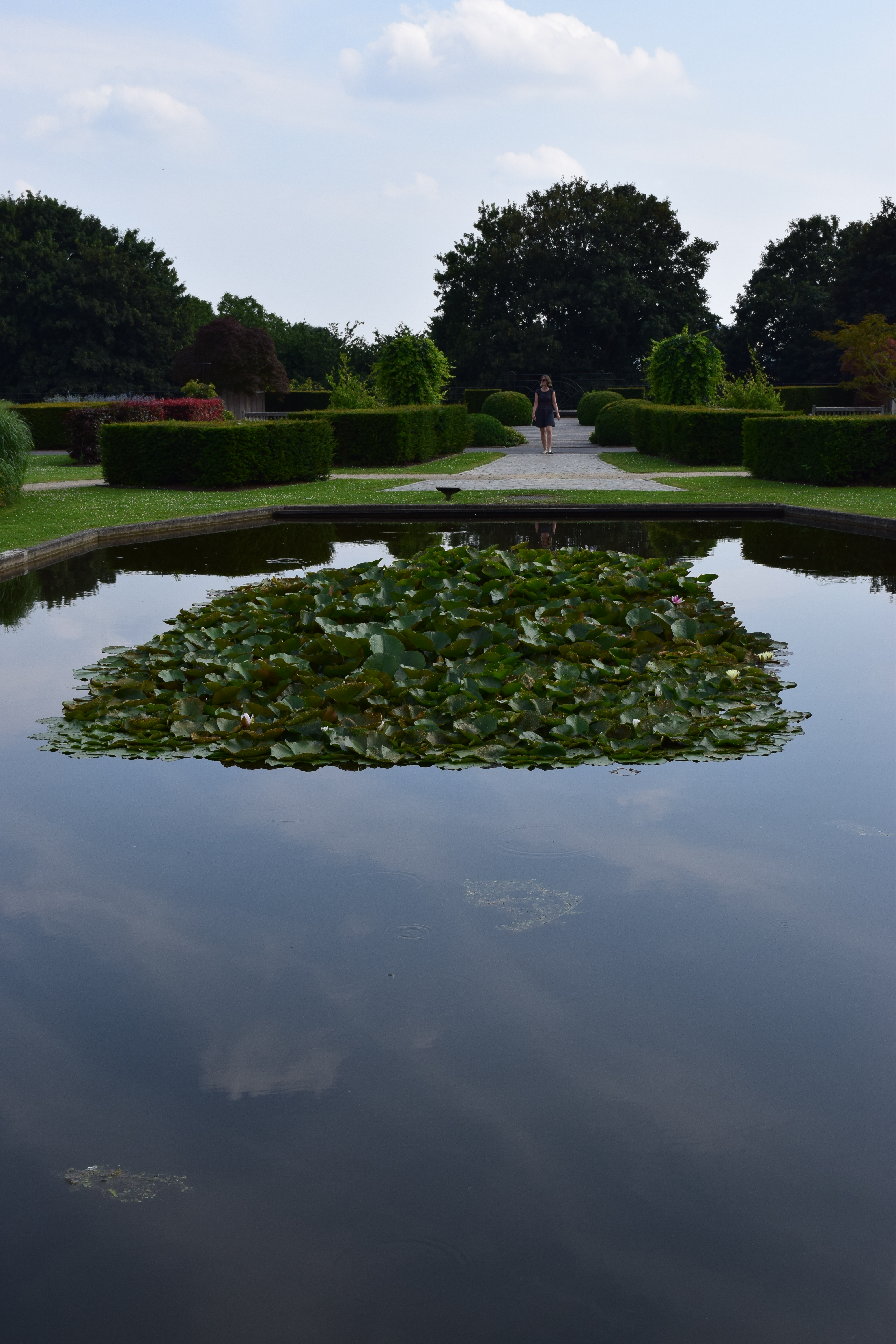
Les jardins en été
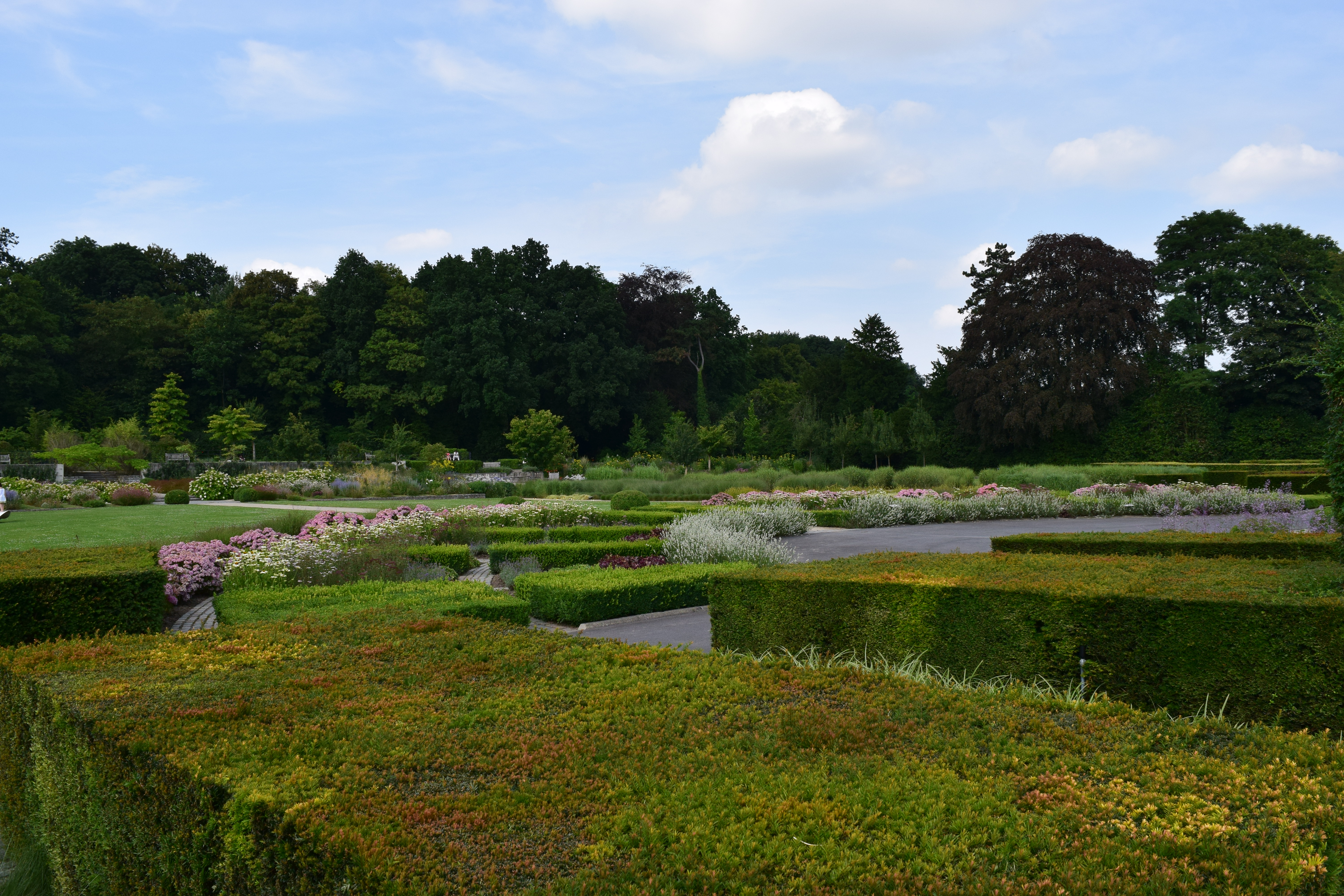
Haies
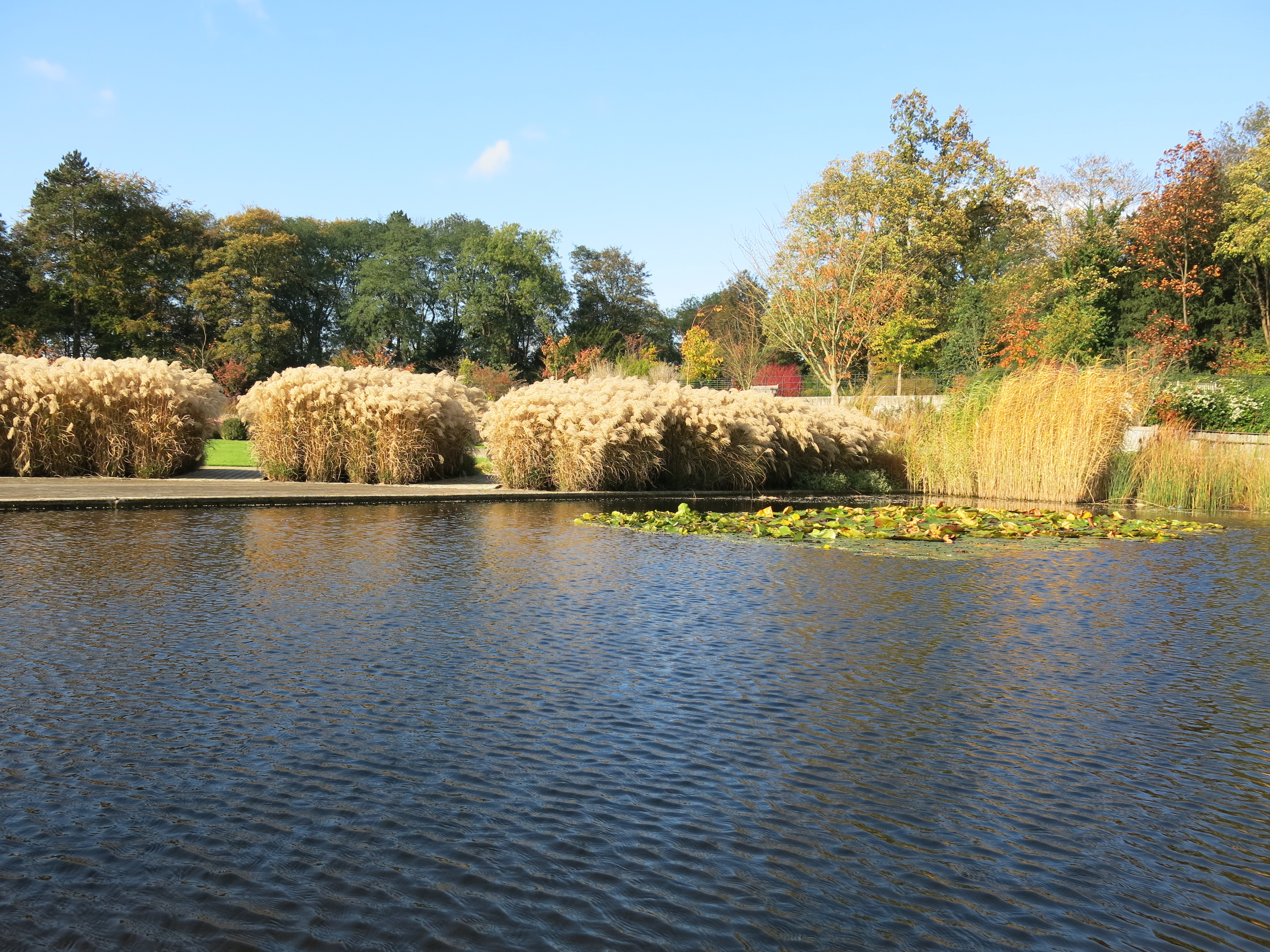
Les jardins en automne
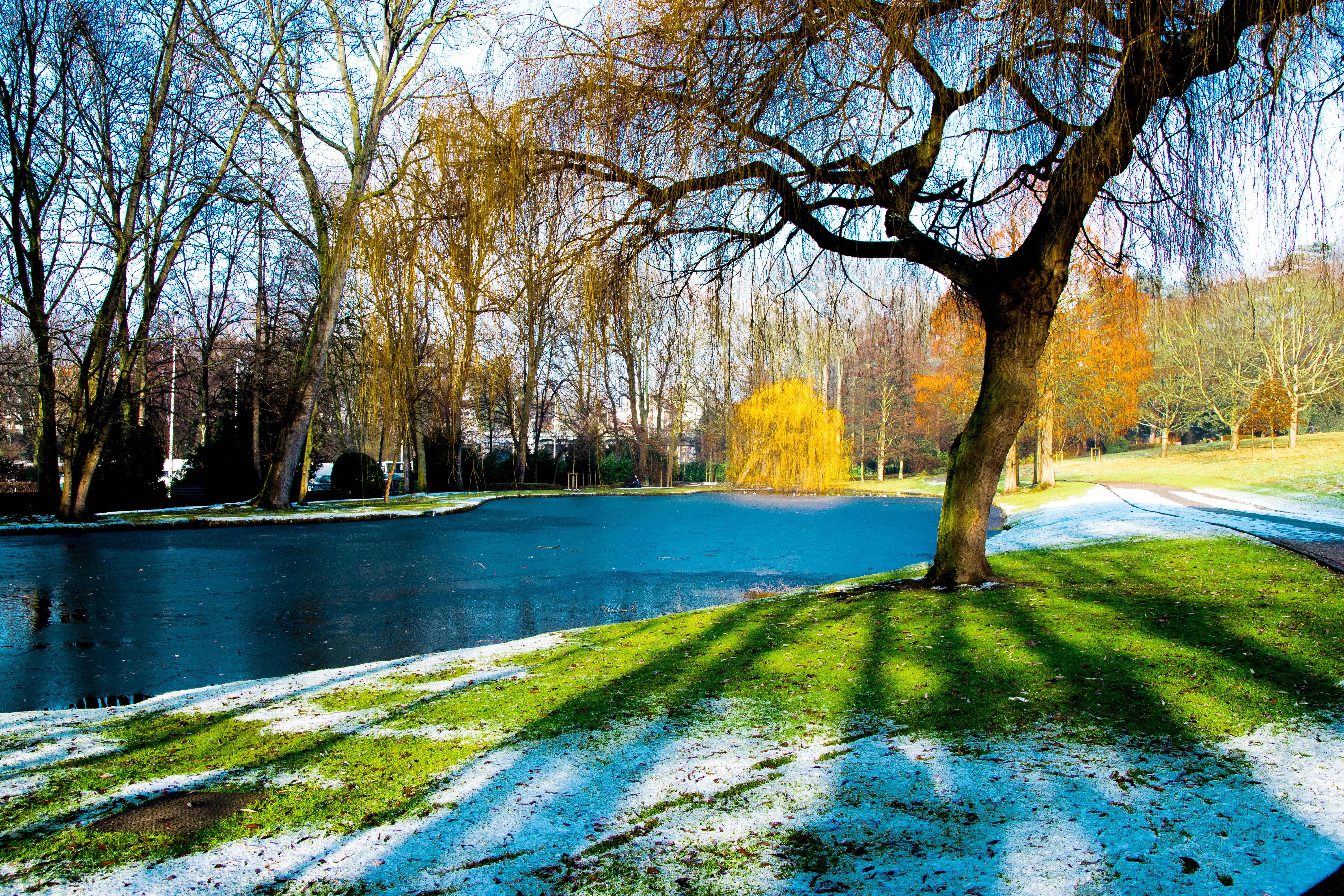
Le parc Sobieski en hiver

## Localisation
L'accès se fait soit par le parc Sobieski, l'avenue Jean Sobieski à Laeken, soit par l’avenue des Robiniers, soit par la rue Médori.
Métro Stuyvenbergh
L'accès aux personnes à mobilité est réduite malgré des rampes plus ou moins fortes qui doublent les escaliers est difficile vu la situation en hauteur du site sans aide d'une autre personne ou d'une chaise motorisée.

## Exposition
Les jardins du Fleuriste du Stuyvenberg sont le lieu d'une exposition de mobilier contemporain.
Il s'agit des mobiliers lauréats des éditions 2006 et 2007 de l'appel à projet Parck Design.
Les mobiliers visibles dans les Jardins du Fleuriste sont :
2006
UFO (Unidentified Functional Objets) par Toon Heyndrickx
Suisse par David Vancanneyt & Olivier Richard 
Irradies par Chantal Vincent
2007
Interférences par Alexandre Moronnoz (FR) 
Ondine par Michaël Bihain et Cédric Callewaert (BE) 
Déjeuner sur l’ombre par Anika Perez et Brice Genre (FR) 
Breath par Frédéric Beauthier (BE) 
Wideview par Emmanuel Gardin (BE) - prix du public www.krizalidstudio.com

## Accès
| ___ | Ce site est desservi par la station de métro : Stuyvenbergh. |